# +Halle
+Halle（プラスハレ）とは、デンマーク・オーフスに本社を持つ家具メーカーおよび、そのブランド名である。コンセプトは「Creating Human Space」（空港、病院、オフィス、公共施設など、場所の種類に関わりなく、人々に休憩を取る機会を与える空間を作る）。ラウンジ・パブリック空間での使用に特化した家具ブランド。

## 概要
ヨーロッパの家具メーカー・ブランドは100年を超える企業が多い。創業家のファミリーネームがそのまま会社名・ブランドとして継承されている伝統的な企業やブランドも多い。そんな中『+Halle』（プラスハレ）は、2014年にスタートしており、世界的にも最も新しい家具メーカー・ブランドのひとつ。
企業としては、2008年に『Globe Zero 4』の法人名・ブランドとして設立された。デンマークのデザイン事務所『Zero 4 社』と家具製造会社『GLOBE FURNITURE 社』との合併が原点となる。そして、設立から6年目の2014年に『+Halle』（プラスハレ）に会社名とブランド名を変更した。
『+Halle』（プラスハレ）として発足した際に、キャッチフレーズ「Creating Human Space」をブランドロゴと併記し、デザイン・フィロソフィー（哲学）を明確に提示するようになる。それは、欧州には世界で最も多くの家具メーカー・ブランドが存在する。まさに、群雄割拠、玉石混淆ともいえる家具マーケットにおいて、新興企業・ブランドには差別化・特化が必要であり、その中で打ち出したキャッチフレーズが「Creating Human Space」と言える。このフレーズは「空港、病院、オフィス、公共施設など、場所の種類に関わりなく、人々に心地よくリラックスする機会を与える空間を作る」ことを意味する。
ビジネススタイルとしては、多くの欧州家具ブランドと同じくグローバルマーケットを意識して製品を発表している。そして、ターゲットとしているマーケットはコントラクトマーケット（企業オフィスも含めた商業市場）そして、ここが一番特徴的であるが、ラウンジ・パブリック空間での使用に特化したラウンジチェア、ソファ、ベンチ、ブースなど、限られたタイプの家具のみを製造販売している。

## 沿革
- 2008年 - デンマークの家具製造会社『GLOBE FURNITURE 社』とデンマークのデザイン事務所『Zero 4 社』が合併し『Globe Zero 4 社』を設立

- 2014年 - 『+Halle』（プラスハレ）に社名変更。この際に、キャッチフレーズ「Creating Human Space」をブランドと共に明示するようになる。「Creating Human Space」には「"人"のために家具をデザインする」というデザイン・フィロソフィーが込められている。

- 2015年 - 発表の時は、白地に黒文字ではなく、様々な色の下地に白文字という「マルチカラーロゴ」を発表した。これは、常に以前より良質な行動をする（進化する、前進する）という基本価値を「一色に染まらず常に変化する」ということを表現している。後に白地に黒文字のデザインに統一。